# Excoecaria aporusifolia
Excoecaria aporusifolia är en törelväxtart som beskrevs av Ping Tao Li. Excoecaria aporusifolia ingår i släktet Excoecaria och familjen törelväxter.
Artens utbredningsområde är Vietnam. Inga underarter finns listade i Catalogue of Life.